# Аграм (тауншип, Миннесота)
Аграм (англ. Agram) — тауншип в округе Моррисон, Миннесота, США. На 2000 год его население составило 534 человека.

## География
По данным Бюро переписи населения США площадь тауншипа составляет 52,0 км², из которых 50,9 км² занимает суша, а 1,1 км² — вода (2,04 %).

## Демография
По данным переписи населения 2000 года здесь находились 534 человека, 171 домохозяйство и 140 семей.  Плотность населения —  10,5 чел./км².  На территории тауншипа расположено 199 построек со средней плотностью 3,9 построек на один квадратный километр. Расовый состав населения: 99,44 % белых, 0,37 % азиатов и 0,19 % приходится на две или более других рас.
Из 171 домохозяйств в 44,4 % воспитывались дети до 18 лет, в 74,9 % проживали супружеские пары, в 4,1 % проживали незамужние женщины и в 18,1 % домохозяйств проживали несемейные люди. 14,6 % домохозяйств состояли из одного человека, при том 2,9 % из — одиноких пожилых людей старше 65 лет. Средний размер домохозяйства — 3,12, а семьи — 3,46 человека.
32,8 % населения — младше 18 лет, 8,6 % — в возрасте от 18 до 24 лет, 30,1 % — от 25 до 44, 19,3 % — от 45 до 64, и 9,2 % — старше 65 лет. Средний возраст — 32 года. На каждые 100 женщин приходилось 119,8 мужчин.  На каждые 100 женщин старше 18 приходилось 115,0 мужчин.
Средний годовой доход домохозяйства составлял 45 500 долларов, а средний годовой доход семьи —  50 500 долларов. Средний доход мужчин —  37 500  долларов, в то время как у женщин — 23 958. Доход на душу населения составил 17 133 доллара. За чертой бедности находились 4,1 % семей и 7,6 % всего населения тауншипа, из которых 7,6 % младше 18 и 8,0 % старше 65 лет.